# يحيى شربجي
يحيى شربجي من مواليد 21 كانون الأول/ديسمبر 1979، هو ناشط سياسي سوري وجزء من تجمّع شباب داريا وهي عبارة عن مجموعة من الناشطين السوريين السلميين الذين يدعون إلى تغيير الإجراءات المدنية وضمان حق كرامة وحرية الشعب السوري. انتشرت العديد من الأخبار والشائعات التي تُفيد بأنّ شربجي قد قُتل في سجن صيدنايا تحت طائلة الاعتقال والتعذيب على يد قوات النظام السوري ومن غير المعروف ما إذا كانت هذه الأخبار صحيحة فعلا أم لا.

## النشأة
ولد شربجي في داريا وهي ضاحية من ضواحي دمشق. درس في كلية العلوم في جامعة دمشق ولكن لم يكمل حتّى نيل شهادته.

## النشاط السياسي
شارك يحيى في عددٍ من الأعمال المدنية بين عامي 1998 و2003 كما سبق له وأن اعتُقل على يد النظام وحُكم عليه بالسجن سنتين. شاركَ في وقت لاحق في المظاهرات ضد الغزو الذي قادته الولايات المتحدة على العراق، كما شارك في العديد من المظاهرات خلال الانتفاضة السورية. تميّز بإصراره الدائم على عدم استعمال العنف خلال الاحتجاجات على أرض الواقع كما زادت شهرته عقب تقديم الورود وزجاجات المياه الصالح للشرب لجنود النظام وقوات الأمن الذين استُفِزوا من هذه الحركات فقاموا بالاعتداء عليه هو وباقي المتظاهرين في داريا.

## الاعتقال والاختفاء
اعتُقل يحيي شربجي رفقة شقيقه معن وصديقه غياث مطر من قِبل فرع الأمن الجوي في 6 أيلول/سبتمبر من عام 2011 ولم يتم الإفراج عنه منذ ذلك الحين. جدير بالذكر هنا أنّ ابن عمه مازن شربجي كان قد اقتيد إلى الحجز قبل ذلك بثلاثة أيام. أمّا زميله مطر فقد حصل والديه على صور له تُظهر جسمه «مزوقًا» بالكدمات وعلامات الضرب والتعذيب واضحة عليه. هناك أيضَا نبيل شربجي الذي تربطه قرابة دم قريبة نوعًا ما بيحيى. توارى نبيل عن الأنظار منذ بداية الاعتقالات الجماعية التي شنّتها قوات النظام في أيلول/سبتمبر 2011 ضد النشطاء لكن وبالرغم من ذلك فقد تم القبض عليه من قبل ضباط المخابرات بالقرب من داريا في 26 فبراير من عام 2012. في حقيقة الأمر لا يزال مصير يحيى شربجي مجهولا حتى اليوم على الرغم من مرور سنوات طويلة منذ إندلاع الثورة. هذا وتجدر الإشارة هنا إلى أن الأمم المتحدة قد طالبت مرارا وتكرارا نظام الأسد بالإفراج عن جميع المعتقلين السياسيين في سوريا بما في ذلك يحيى شربجي دون أية استجابة.

## الوفاة
أصدر النظام السوري شهادة تزعم بوفاة يحيى شربجي في تاريخ 15/01/2013.